# Thành phố Trắng (Tel Aviv)
Thành phố Trắng (tiếng Hebrew: העיר הלבנה, Ha-Ir HaLevana) của Tel Aviv đề cập đến một bộ sưu tập 4.000 tòa nhà được xây dựng theo hình thức độc đáo của kiến trúc Bauhaus hay còn được biết đến với Phong cách Quốc tế ở Tel Aviv từ năm 1930, với những thiết kế của các kiến trúc sư người Do Thái tại Đức di cư đến Ủy Trị Palestine của Anh sau khi Chủ nghĩa Quốc xã ở Đức nổi lên. Tel Aviv cũng chính là nơi có số lượng lớn nhất của các tòa nhà mang trường phái Bauhaus / Phong cách Quốc tế hơn bất cứ thành phố nào khác trên thế giới. Tại đây bảo quản và lưu giữ rất nhiều các tài liệu đáng chú ý trong bộ sưu tập về các kiến trúc năm 1930 của Tel Aviv. Năm 2003, UNESCO đã tuyên bố Thành phố Trắng của Tel Aviv là một di sản văn hóa thế giới, như là "một ví dụ nổi bật về quy hoạch thành phố và kiến trúc mới trong những năm đầu thế kỷ 20". Thành phố cũng có sự thích nghi độc đáo của xu hướng kiến trúc quốc tế hiện đại, hài hòa với truyền thống văn hóa, khí hậu, và phong tục địa phương.Các Bauhaus Center ở Tel Aviv tổ chức các tour du lịch thường xuyên cho du khách để khám phá và tham quan các công trình kiến trúc đặc biệt của thành phố.

## Lịch sử
Khái niệm về một thành phố vườn mới nằm ở vị trí mà ngày nay là Tel Aviv đã được phát triển bên ngoài các cồn cát Jaffa vào năm 1909. Nhà hoạch định đô thị người Scotland Patrick Geddes, người đã từng làm việc ở New Delhi, được Meir Dizengoff là thị trưởng đầu tiên của Tel Aviv ủy nhiệm cho công việc vẽ và lên kế hoạch tổng thể cho thành phố mới. Geddes bắt đầu công việc vào năm 1925, và đến năm 1929 thì các thiết kế của ông đã được chấp thuận. Ngoài Geddes và Dizengoff, kỹ sư thành phố Ya'acov Ben-Sira cũng có đóng góp đáng kể vào việc lập kế hoạch cũng như phát triển thành phố trong khoảng thời gian 1929-1951. Patrick Geddes là người quyết định vị trí của các tuyến phố, kích thước và hình khối. Tuy vậy, Geddes không phải là người quy định một phong cách kiến trúc cụ thể nào cho các tòa nhà trong thành phố mới. Nhưng vào năm 1933, nhiều kiến trúc sư người Do Thái của trường phái Bauhaus ở Đức, một trong số đó là Arieh Sharon đã chạy trốn sang Ủy trị Anh của Palestine. Việc tị nạn của các kiến trúc sư người Do Thái cùng với việc trường Bauhaus ở Berlin bị đóng cửa là hậu quả của quá trình gia tăng quyền lực của Đảng Quốc xã ở Đức vào năm 1933.
Các tòa nhà ở và công trình công cộng được thiết kế dựa trên Kiến trúc Hiện đại. Các nguyên tắc Bauhaus, với điểm nhấn mạnh mẽ về chức năng và vật liệu xây dựng rẻ tiền đã được coi là lý tưởng ở Tel Aviv. Các kiến trúc sư trốn chạy khỏi châu Âu không chỉ mang ý tưởng Bauhaus mà còn mang các ý tưởng của kiến trúc Le Corbusier trộn lẫn trong đó. Hơn nữa, Erich Mendelsohn cũng chưa được chính thức về trường phái Bauhaus, mặc dù đã có một số dự án ở Israel trong năm 1930 cũng như Carl Rubin, một kiến trúc sư từng có thời gian học việc tại văn phòng của Mendelsohn. Vào những năm 1930, Tel Aviv là nơi hội tụ nhiều ý tưởng kiến trúc và cũng chính là nơi lý tưởng cho họ để hiện thực hóa chúng.

Vị trí của ba khu vực bảo tồn được niêm yết trong danh sách di sản thế giới của UNESCO.

Năm 1984, trong lễ kỷ niệm 75 năm Tel Aviv, một cuộc triển lãm được tổ chức tại Bảo tàng Nghệ thuật Tel Aviv với chủ đề Thành phố trắng, Phong cách Kiến trúc Quốc tế tại Israel, Chân dung một kỷ nguyên. Người phụ trách của cuộc triển lãm là Michael Levin  và nhà thơ Nathan Alterman. Thuật ngữ "Thành phố Trắng (White City)" sau đó đã được sử dụng bởi nhiều hãng đưa tin. Sự kiện sau đó cũng đã lan tới New York, khi một lần nữa cuộc triển lãm diễn ra ở Bảo tàng Do Thái ở Manhattan. Năm 1994, một hội nghị diễn ra tại trụ sở của UNESCO mang tên Hội nghị Thế giới về Phong cách Quốc tế trong kiến trúc. Hội nghị đã vinh danh nghệ sĩ điêu khắc Israel Dani Karavan, kiến trúc sư đã thiết kế nhiều công trình điêu khắc tại các trụ sở, và trước đó là người đã thực hiện công trình nghệ thuật điêu khắc Kikar Levana (Quảng trường Trắng) được lấy cảm hứng từ Thành phố Trắng. Năm 1996, Thành phố Trắng Tel Aviv đã được liệt kê như là một địa điểm cần được bảo tồn khẩn cấp của Quỹ Di tích Thế giới. Năm 2003, UNESCO chính thức đưa Tel Aviv trở thành một di sản thế giới trong kho tàng kiến trúc đương đại.

## Thích ứng với khí hậu địa phương
Tuy vậy, kiến trúc xây dựng phải được điều chỉnh sao cho phù hợp với những hiện tượng thời tiết cực đoan ở Địa Trung Hải và sa mạc. Giải pháp ở đây chính là các bức tường màu trắng và phản xạ nhiệt từ ánh sáng mặt trời. Bức tường không chỉ tạo ra sự ngăn cách với bên ngoài mà nó còn nhằm để bảo vệ trước ánh mặt trời gay gắt ở vùng Trung Đông. Các tấm kính lớn, một yếu tố quan trọng trong phong cách Bauhaus ở châu Âu để tận dụng ánh sáng ban ngày một cách tối đa thì đã được thay thế bằng các cửa sổ kính lõm nhỏ, điều này nhằm hạn chế sức nóng và ánh sáng chói chang. Các ban công dài và hẹp, với các mái hiên phía trên cho phép người dân có thể tận hưởng những cơn gió biển thổi từ phía tây. Mái nhà được thay thế bằng những căn phòng nhỏ và sân thượng, cung cấp một khu vực sử dụng chung cho cả tòa nhà, nơi mọi người dân có thể có các hoạt động xã hội trong buổi tối mát mẻ.
Tòa nhà đã được nâng đỡ bởi các cột trụ cầu, và công trình đầu tiên sử dụng là Engel House vào năm 1933, nó được thiết kế bởi Zeev Rechter. Điều này cho phép gió thổi xuống và làm mát phía dưới tòa nhà, và tạo ra một khu vui chơi giải trí cho trẻ em. Năm 1935, tại văn phòng xây dựng Beit Hadar, cấu trúc khung thép đã được giới thiệu, một kỹ thuật mở đầu cho kỷ nguyên xây dựng các khung xương bằng thép cho các tòa nhà.
Các phong cách kiến trúc và phương pháp xây dựng đã được sử dụng áp dụng trong hàng trăm tòa nhà mới để xác định các đặc tính của thành phố hiện đại. Hầu hết các tòa nhà đều bằng bê tông, tuy nhiên mùa hè quá nóng khiến người dân không thể chịu được mặc dù các tính năng thiết kế để chống chịu cái nóng đã được áp dụng. Cư dân Tel Aviv xuống đường vào buổi tối, thường xuyên lui tới các công viên và bóng cây nhỏ giữa các tòa nhà, kéo theo số lượng ngày càng tăng của các cửa hàng cà phê, nơi họ có thể tận hưởng không khí dễ chịu vào buổi tối. Truyền thống này tiếp tục diễn ra và Tel Aviv trở thành một thành phố có cuộc sống về đêm như hiện nay.
Các khối căn hộ được cung cấp bởi một loạt các dịch vụ thiết yếu như chăm sóc trẻ em, bưu chính, lưu trữ, và giặt là. Ngoài ra, sự liên hệ với đất được xem là cực kỳ quan trọng, do đó, người dân được khuyến khích trồng rau trên một khu đất nhỏ kế bên hoặc phía sau tòa nhà, ban công. Điều này tạo ra một ý thức cộng đồng cho các cư dân, những người bản địa, tị nạn hay di dân từ các nền văn hóa và nguồn gốc khác nhau.

## Bảo tồn
Nhiều trong số các tòa nhà, một số trong đó là những tác phẩm kiến trúc kinh điển đã bị bỏ rơi cho đến trở thành đống đổ nát, và trước khi luật pháp được thông qua thì một số đã bị phá hủy hoàn toàn. Tuy nhiên, trong số hơn 4.000 tòa nhà Bauhaus bản gốc được xây dựng, một số đã được tân trang lại và thêm ít nhất 1.500 tòa nhà dự kiến sẽ được bảo quản và phục chế lại. Chính quyền thành phố Tel Aviv đã thông qua đạo luật năm 2009 về bảo tồn khoảng 1.000 công trình kiến trúc tiêu biểu và nổi bật.

## Hình ảnh

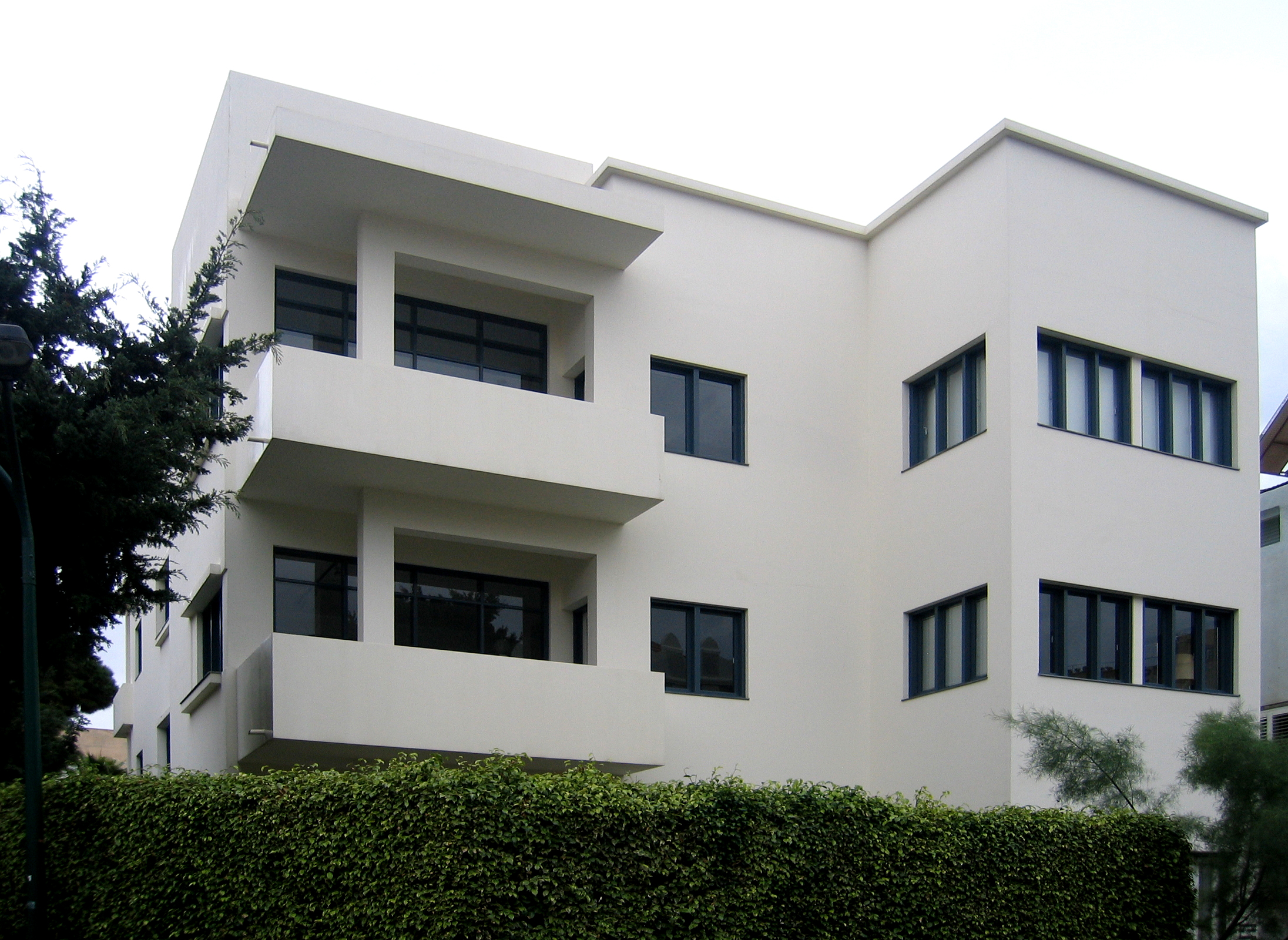
Bảo tàng Bauhaus Tel Aviv.
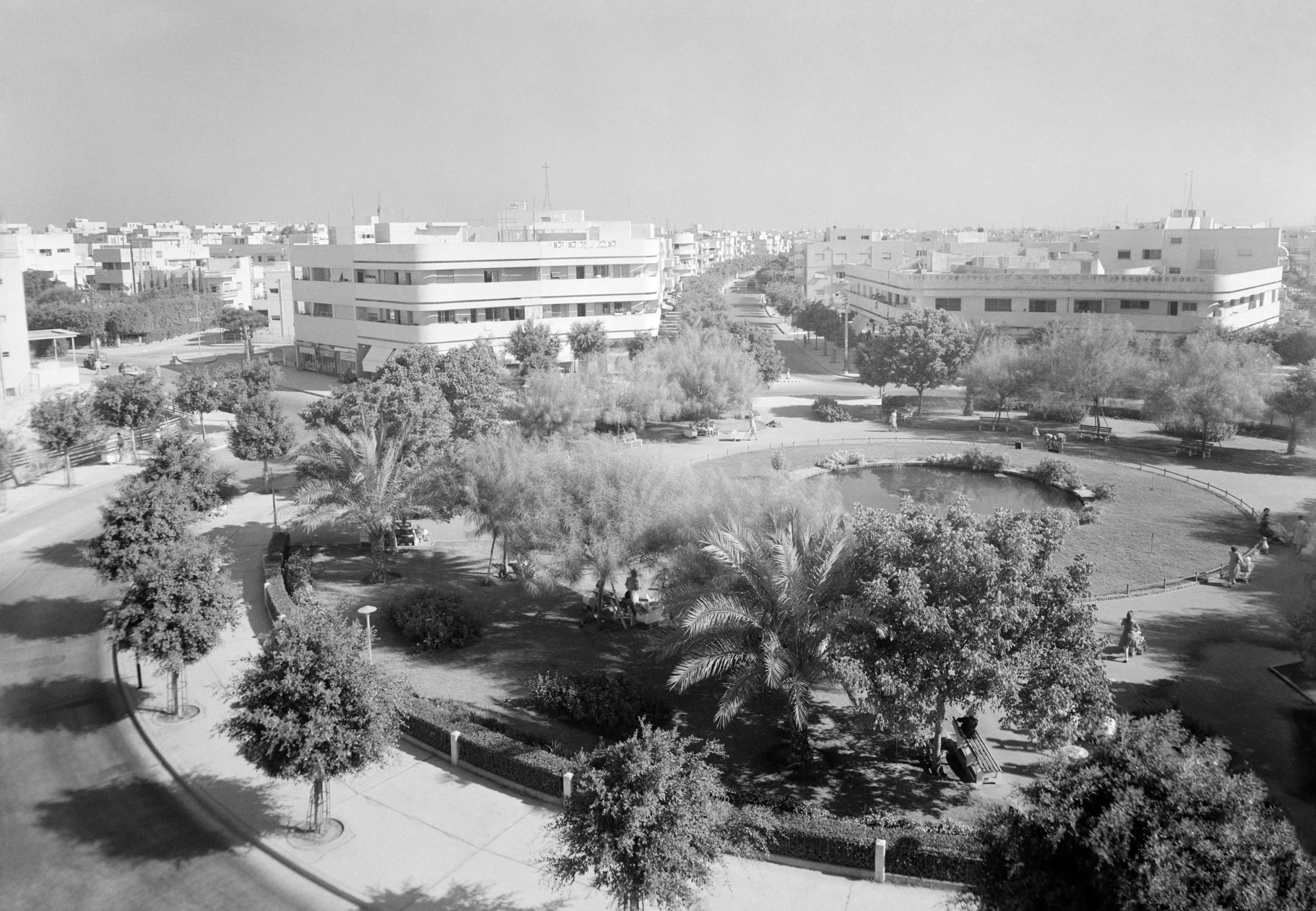
Quảng trường Dizengoff trong những năm 1940
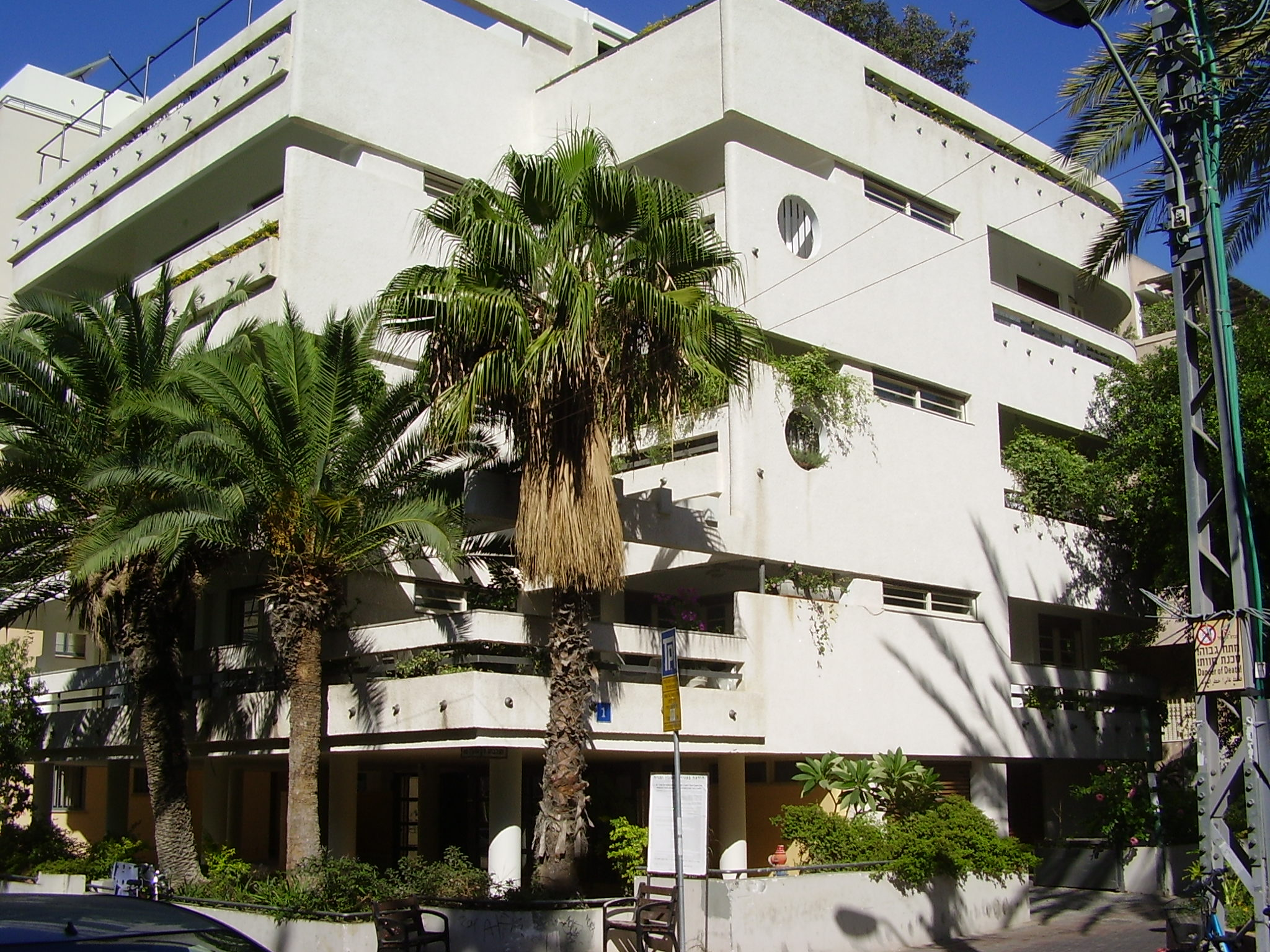
Nhà Rabinsky ở trung tâm Tel Aviv
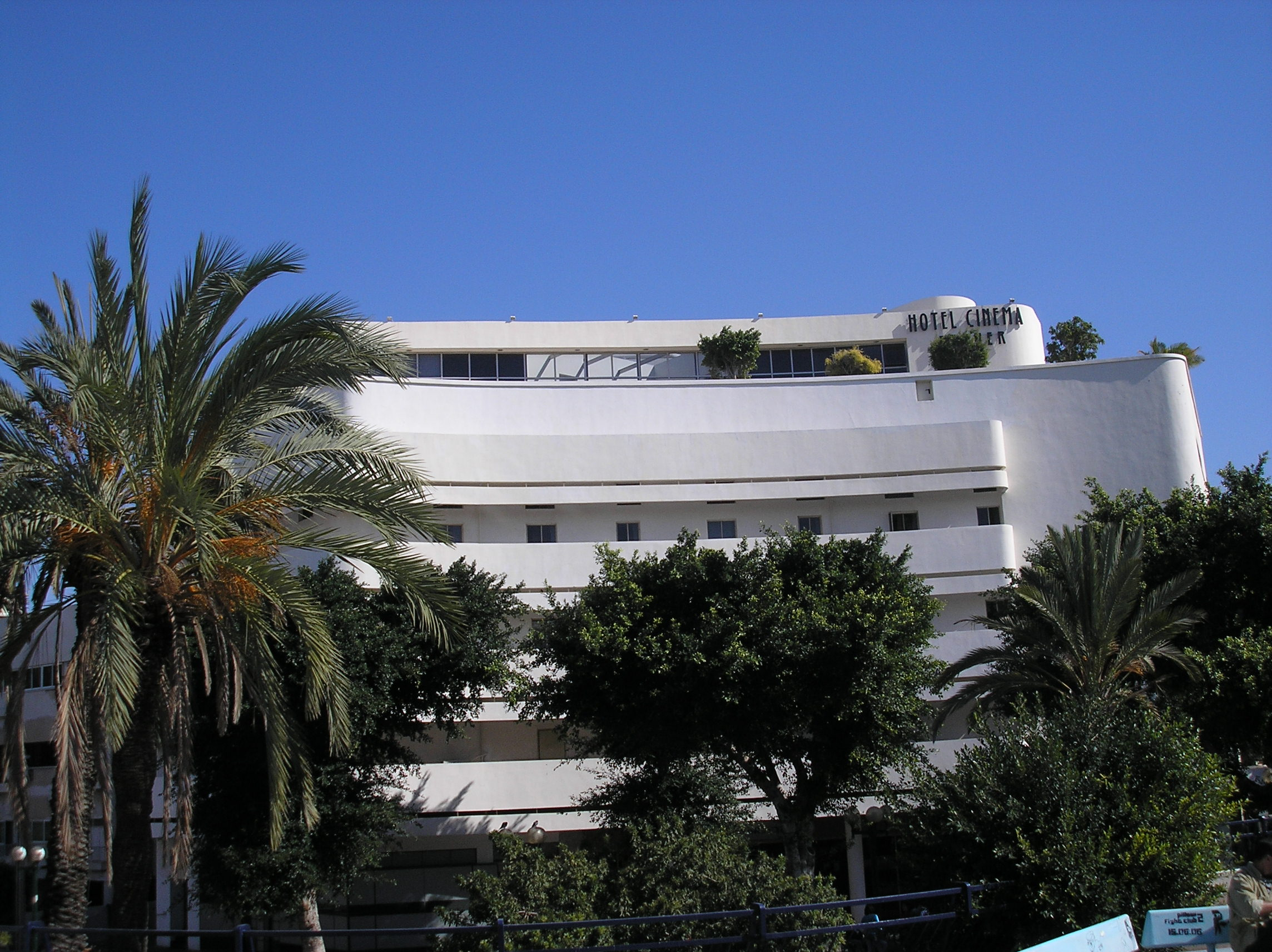
Khách sạn Cinema, mang Phong cách Quốc tế trước đây là một rạp chiếu phim trong những năm 1930]]
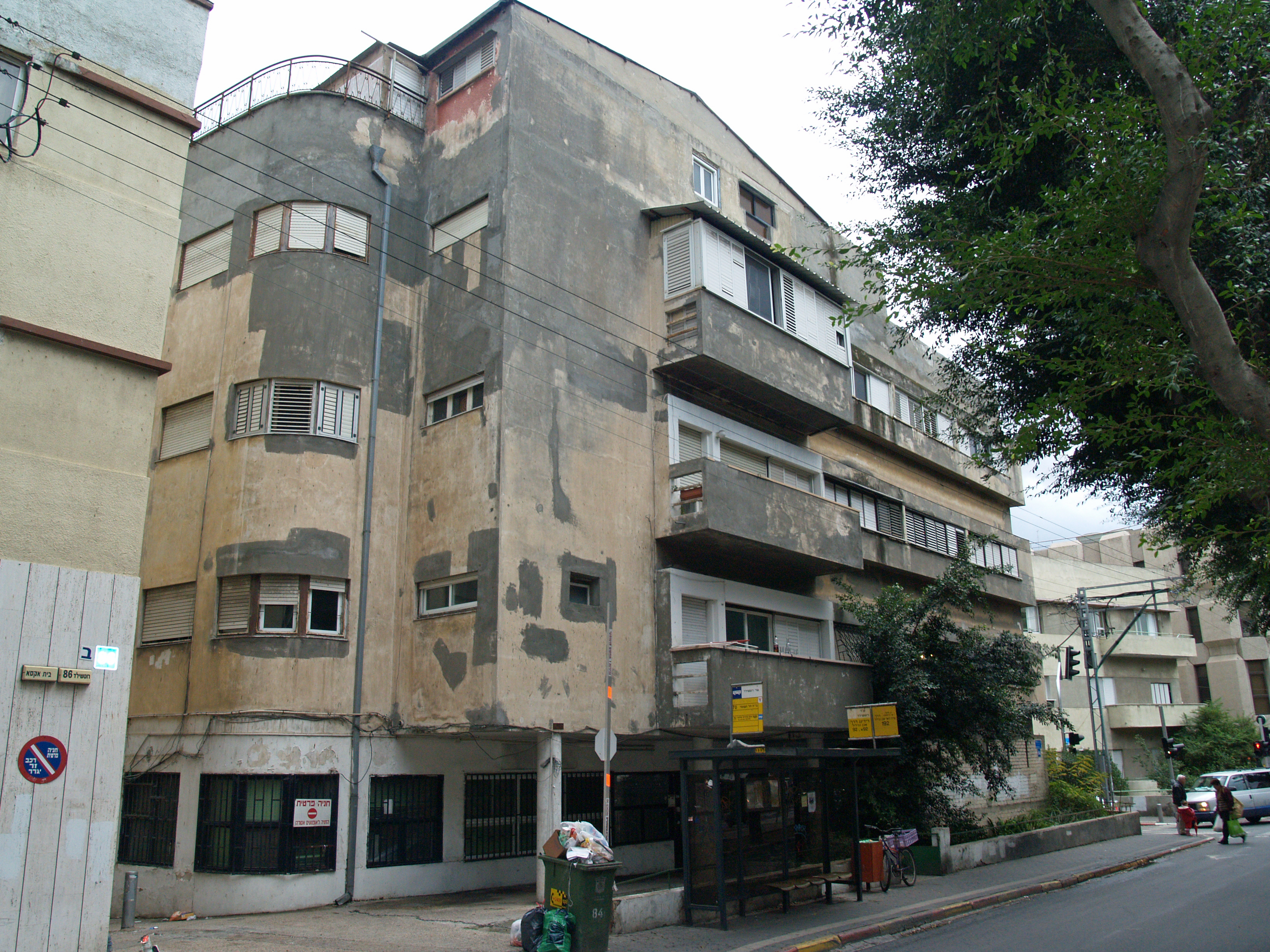
Engel House. Công trình được thiết kế bởi Zeev Rechter năm 1933. Một trong số các tòa nhà đã trở thành biểu tượng của kiến trúc Hiện đại. Đây là tòa nhà đầu tiên Tel Aviv được xây dựng trên các cột trụ.
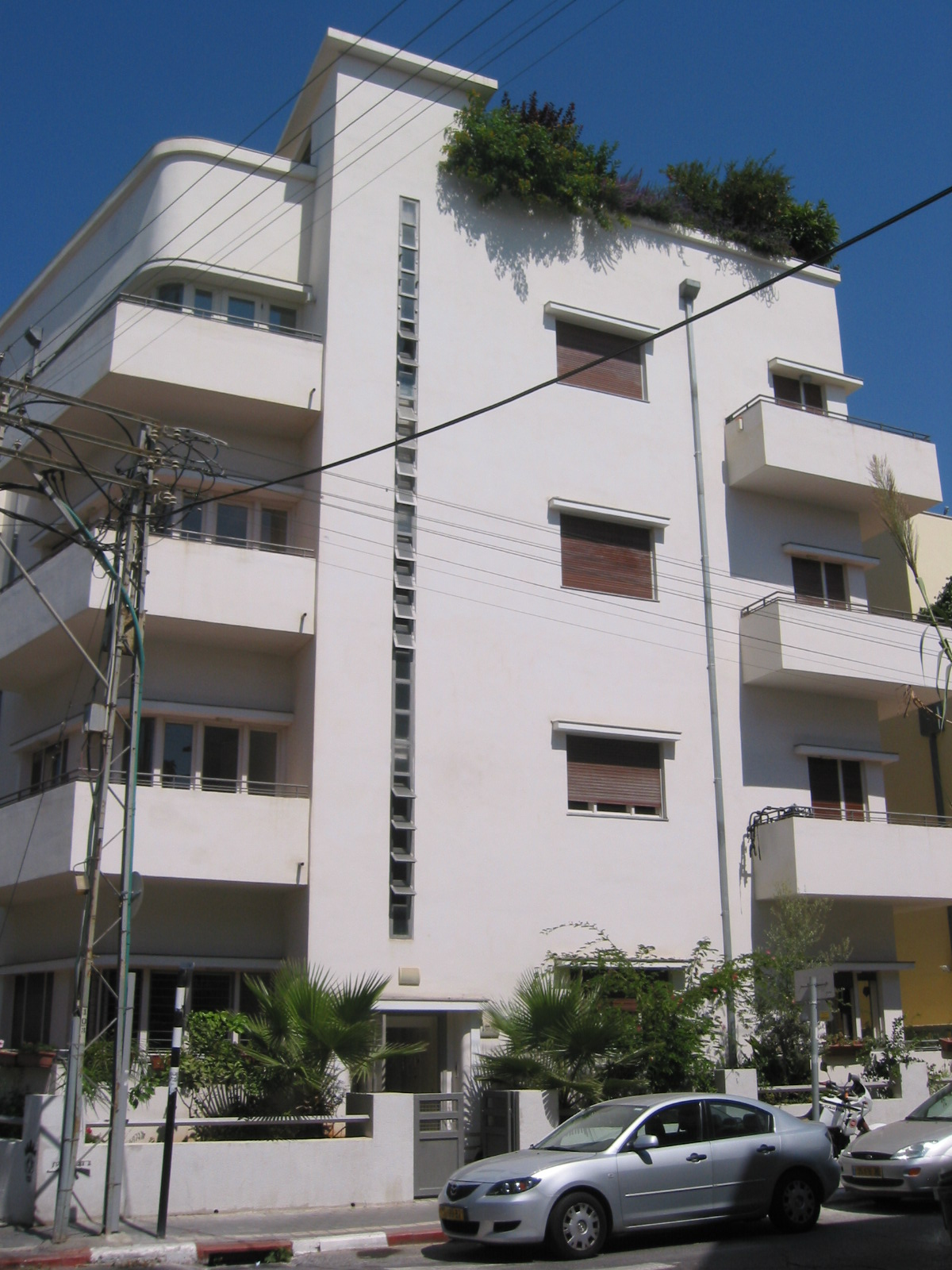
Một tòa nhà Bauhaus cổ điển với cửa sổ hình "nhiệt kế" chạy dài.
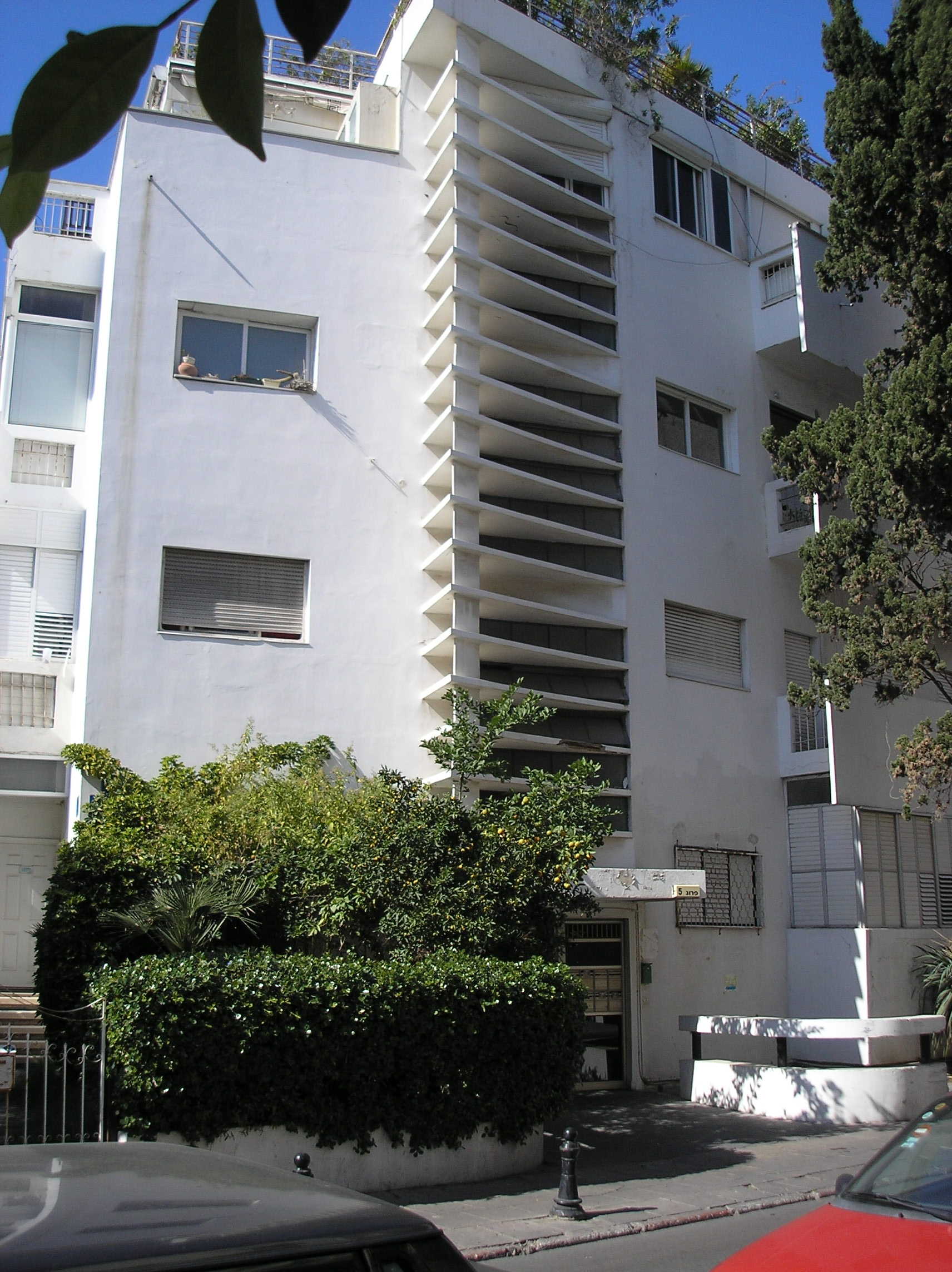
Tòa nhà Bauhaus cổ điển - Nó được gọi là "Nhà nhiệt kế" xuất phát từ thiết kế hình dáng cửa sổ.